# Communauté de communes Ardour-Rivalier-Gartempe
La communauté de communes Ardour-Rivalier-Gartempe est une ancienne communauté de communes française, située dans le département de la Haute-Vienne, en région Limousin. Après le départ de deux de ses trois communes, elle a été dissoute en 2011.

## Histoire
Créée le 31 décembre 1999, la communauté de communes Ardour-Rivalier-Gartempe a été dissoute après que les communes de Folles et de Laurière ont rejoint le 15 mars 2011 la communauté de communes Porte d'Occitanie.

## Composition
La communauté de communes Ardour-Rivalier-Gartempe regroupait 3 communes : 
- Folles
- Laurière
- Saint-Sulpice-Laurière